# Niphoparmena scotti
Niphoparmena scotti är en skalbaggsart som först beskrevs av Stefan von Breuning 1939.  Niphoparmena scotti ingår i släktet Niphoparmena och familjen långhorningar.
Artens utbredningsområde är Kenya. Inga underarter finns listade i Catalogue of Life.